# پریسیلا ریورا
پریسیلا ریورا (انگلیسی: Prisilla Rivera؛ زادهٔ ۲۹ دسامبر ۱۹۸۴) بازیکن والیبال اهل جمهوری دومینیکن است.